# Lustiges Taschenbuch
Lustiges Taschenbuch (abrégé en LTB et appelé anciennement Lustige Taschenbücher) est un magazine allemand mensuel regroupant des bandes dessinées Disney, la plupart du temps de production italienne. Le 552e numéro est paru en novembre 2021.

## Histoire
Le premier numéro est sorti le 1er octobre 1967.